# Genga
Pour les articles homonymes, voir Genga (homonymie).
Genga est une commune italienne d'environ 1 699 habitants, située dans la province d'Ancône, dans la région Marches, en Italie centrale.
Genga est célèbre pour les Grottes de Frasassi, qui se trouvent sur son territoire. La commune est également connu pour être le lieu de naissance du pape Léon XII.

## Géographie
La commune de Genga est située dans la zone pré-Apennine des Marches. Le territoire, l'un des plus vastes de la région, s'étend sur 74 km2. Les lignes frontalières comprennent les communes d'Arcevia, Serra San Quirico, Fabriano et Sassoferrato. Le relief est presque entièrement vallonné, à la seule exception des étendues plates qui bordent le fleuve Sentino, qui coule parallèlement à la route municipale de Frasassi et qui traverse la ville dans tout son espace. Il se trouve à 63 km de la capitale provinciale Ancône.

## Monuments et patrimoine
- L'Abbaye Saint-Victor-aux-Écluses de Genga
- L'ermitage de Santa Maria Infra Saxa
- Les grottes de Frasassi
- Le Parc naturel régional de la Gola della Rossa et Frasassi

## Administration
| Période                                  | Période | Identité | Étiquette | Qualité |
| ---------------------------------------- | ------- | -------- | --------- | ------- |
|                                          |         |          |           |         |
| Les données manquantes sont à compléter. |         |          |           |         |

### Hameaux
Falcioni, San Vittore, Gattucio, Camponoccechio, Moggiano, Cerqueto, Pierosara, San Vittore Terme, Genga Stazzione

### Communes limitrophes
Arcevia, Fabriano, Sassoferrato, Serra San Quirico